# Tantalus Peak
Der Tantalus Peak ist ein Berg im ostantarktischen Viktorialand. Mit 2220 m Höhe ist er der höchste Gipfel in der Südwand des Kopfendes des Priestley-Gletschers.
Die Südgruppe einer von 1962 bis 1963 durchgeführten Kampagne im Rahmen der New Zealand Geological Survey Antarctic Expedition nahm die Benennung nach der Figur des von den Göttern verfluchten Tantalus aus der griechischen Mythologie vor. Hintergrund dieser Benennung war der Umstand, dass die Gruppe hier wegen eines zu steilen und vereisten Anstiegs ihr Vorhaben abbrechen musste, eine Station zu errichten.